# Роли
Ро́ли (англ. Raleigh; [ˈrɑːli] или [ˈrɔːli]) — административный центр штата Северная Каролина США. Роли называют «дубовым городом», так как он славится своими дубравами. Это второй по величине город Северной Каролины, 42-й в США и один из самых быстрорастущих городов страны. Город назван в честь английского государственного деятеля, первооткрывателя и поэта Уолтера Рэли.

## История

### XVIII век
В декабре 1770 года Джоэл Лейн успешно ходатайствовал перед Генеральной Ассамблей Северной Каролины о создания нового округа. 5 января 1771 года законопроект о создании округа Уэйк был принят в Генеральной Ассамблее, в результате чего новый округ был сформирован из частей соседних округов Камберленд, Оранж и Джонстон. Округ получил своё название в честь Маргарет Уэйк Трион, жены губернатора Уильяма Триона (как судачили злые языки, это было средством преодолеть сопротивление губернатора, который первоначально высказывался против создания нового округа). Первой столицей округа стал Блумсберри.
Нью-Берн, портовый город на реке Ньюс в 50 километрах от Атлантического океана, был крупнейшим городом и столицей Северной Каролины во время американской Войны за независимость. Когда британская армия осадила город, руководить из него штатом стало невозможно.

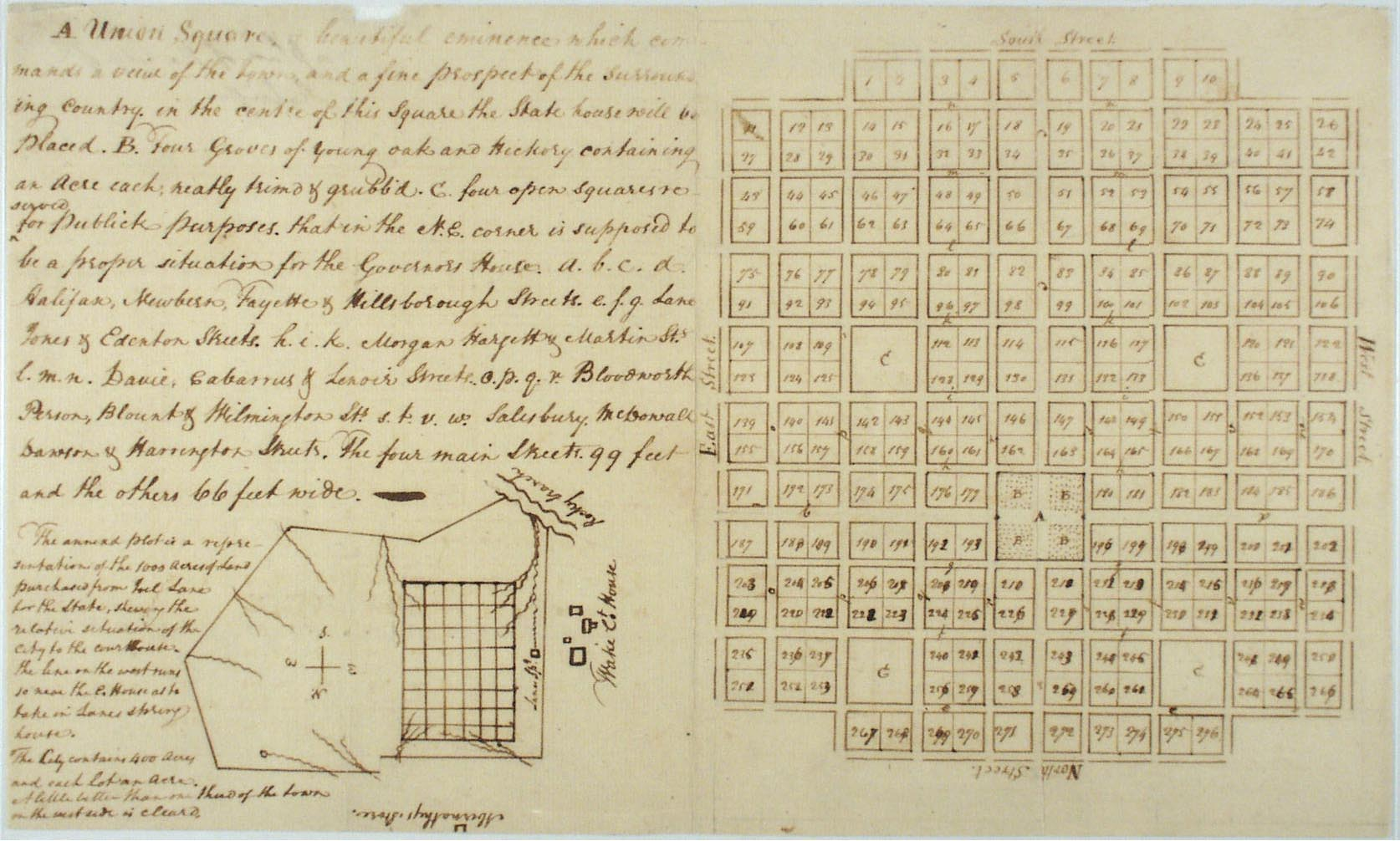
План строительства города, 1792 год

Роли был выбран в качестве места возведения новой столицы в 1788 году, в первую очередь потому что его расположение в центре штата защищало город от нападения с моря. Официально основанный в 1792 году как столица штата и округа, город был назван в честь сэра Уолтера Рэли, организатора таинственно исчезнувшей колонии Роанок.
Расположение города было выбрано, в частности, потому, что в 16 километрах от него находилась таверна «Охотник Исаак», весьма популярная среди депутатов Генеральной Ассамблеи. О существовании каких-либо поселений на этом месте до основания Роли сведения отсутствуют. Роли является одним из немногих городов в Соединённых Штатах, который был спроектирован и построен специально в качестве столицы штата. Его первоначальные границы были сформированы Северной, Восточной, Западной и Южной улицами. Изначально планировалось, что планировка города будет прямоугольной, с четырьмя площадями по углам и пятой в центре.
Генеральная Ассамблея Северной Каролины провела первое заседание в Роли в декабре 1794 года, вскоре утвердив городской Устав, согласно которому городом руководил совет из семи назначаемых Ассамблеей депутатов (их должности стали выборными в 1803 году) и «интендант полиции» (который в конечном счёте стал мэром). В 1799 году NC Minerva and Raleigh стала первой газетой, изданной в Роли.

### XIX век
В 1808 году Эндрю Джонсон, семнадцатый президент США, родился в Роли. Первая система водоснабжения города была завершена в 1818 году, хотя из-за постоянных сбоев проект был заброшен. В 1819 была сформирована добровольческая пожарная команда, а затем в 1821 году постоянная пожарная часть.
В 1831 году пожар уничтожил Капитолий штата. Два года спустя гранит для реконструкции поставляется по первой в штате железной дороге.
В 1853 году в окрестностях Роли была проведена первая выставка штата. Первый ВУЗ в Роли, Колледж мира, был основан в 1857 году. Исторический центр Роли сохранил множество домов 19-го века, находящихся в хорошем состоянии.
После начала гражданской войны губернатор Зебулон Вэнс приказал построить земляные укрепления по периметру города, для защиты от войск северян. Во время Каролинской кампании генерала Шермана, Роли был захвачен кавалерией северян под командованием генерала Хью Килпатрика 13 апреля 1865 года. Когда конфедераты отступили на запад, солдаты Союза начали преследование, приведшее в итоге к битве при Морисвиле.
Роли понёс значительные разрушения во время войны, наложившиеся на экономические проблемы послевоенного периода и оккупации. Ликвидация рабства фактически разрушила сельское хозяйство Юга, бывшее основой его экономики. Как и многие другие южные города, Роли на несколько десятилетий впал в стагнацию. Политическая жизнь, напротив, была весьма бурной, прежде всего из-за противостояния белых и афроамериканцев.
К концу 19-го века экономика Роли вновь начала развиваться. В городе строятся новые здания, открывается несколько учебных заведений, больница, консерватория. Политическая ситуация успокаивается, расовое противостояние заканчивается победой белых, вплоть до 1970-х темнокожее население практически вытеснено из политической жизни.

### XX век и современность
В 1912 году открылся Парк развлечений «Блумсберри», предлагая горожанам быстро ставшие очень популярными поездки на каруселях (одна из которых все ещё работает).
В 1914—1917 годах 288 горожан умерли во время эпидемии гриппа.

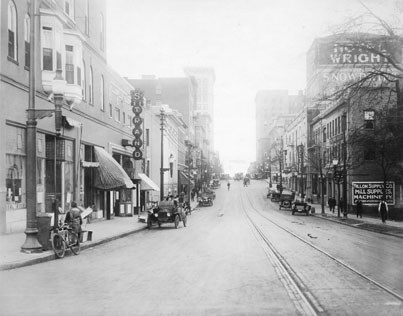
Деловой район, 1915 год

В 1922 году WLAC стала первой радиостанцией города, но просуществовала всего два года. WFBQ, начавшая вещание в 1924 году (и переименованная в WPTF в 1927 году) является старейшей непрерывно вещающей радиостанцией города.
12 декабря 1924 года Ватикан официально учредил католическую епархию Роли, и Собор Святейшего сердца Иисуса стал официальной резиденцией епископа.
Первый аэропорт города, Curtiss-Wright, был открыт в 1929 году. В том же году обвал фондового рынка привёл к закрытию шести крупнейших банков города.
В трудные годы Великой депрессии правительство на всех уровнях пыталось создать как можно больше рабочих мест. В Роли осуществлялись значительные общественные работы (прежде всего уборка мусора и посадка деревьев). В 1939 году Генеральная Ассамблея штата приняла решение о строительстве неподалёку от Роли нового большого аэропорта. Первый полёт произошёл в 1943 году.
В 1947 году, горожане проголосовали за новую систему управления городом, при которой основные полномочия по управлению городом осуществляет выборный совет, назначающий менеджера по контракту на должность мэра. Эта система действует до настоящего времени.
Дортон Арена, 7610-местный многоцелевой стадион, разработанный архитектором Мэтью Новицки, открылся в 1952 году. Он был включён в Национальный реестр исторических мест в 1973 году.
Роли понёс значительный ущерб от урагана Хейзел в 1954 году.
В 1956 году WRAL-TV стала первой местной телевизионной станцией.
С открытием технопарка Research Triangle в 1959 году, Роли начал испытывать быстрый рост населения, в результате чего общая численность населения города в 100 000 была достигнута уже к концу 1960 года (из них 76,4 % белых и 23,4 % негров).
После принятия федерального Закона об избирательных правах степень политической активности и участия в голосованиях негров в Роли резко возросли. В 1967 году потомок рабов Кларенс Лайтнер был избран в городской совет, а в 1973 году стал первым чернокожим мэром Роли.

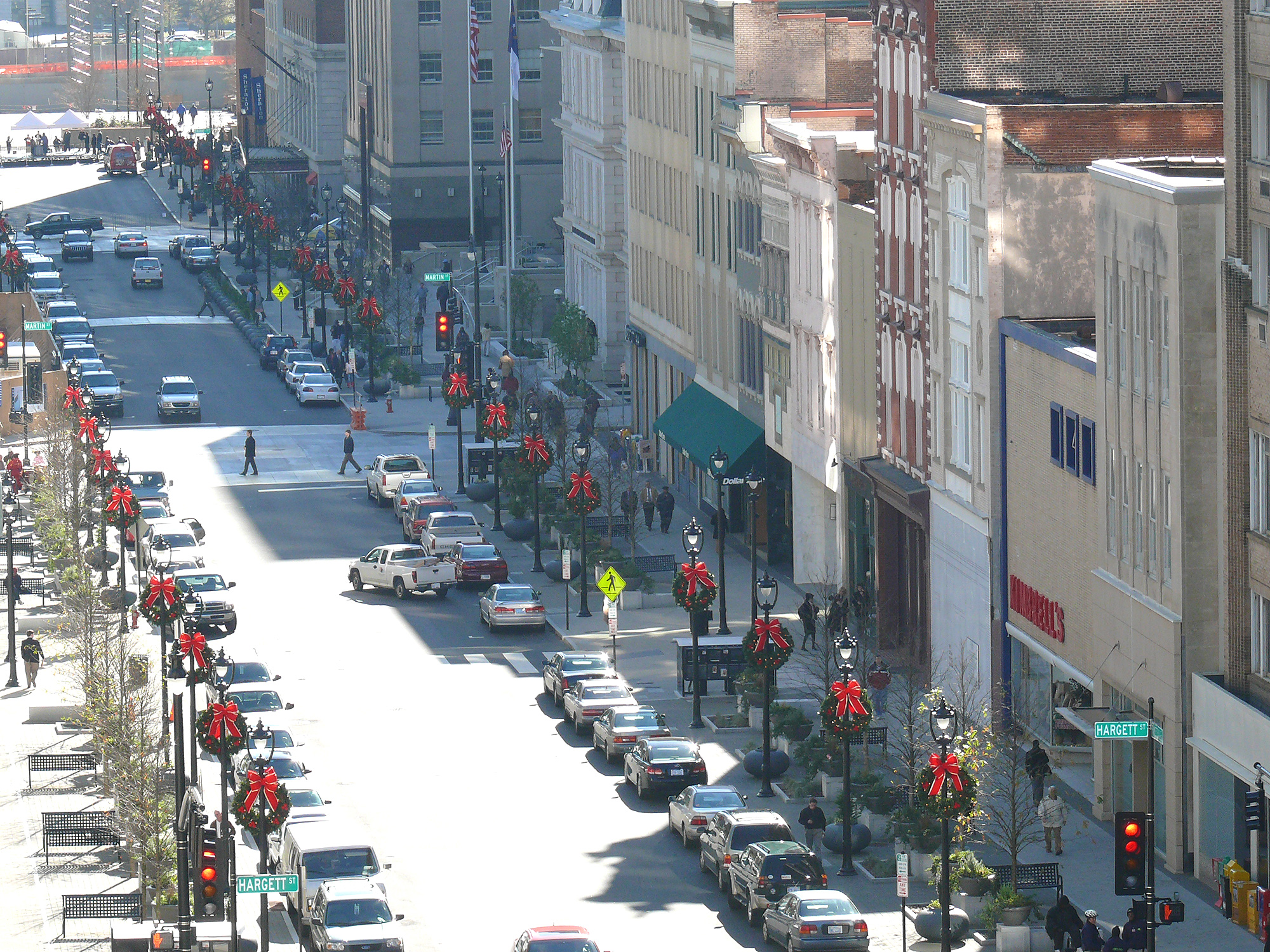
Деловой район, 2006 год

В 1976 году системы школьного образования города Роли и округа Уэйк объединились в целях минимизации издержек, в настоящее время школьная система округа Уэйк является крупнейшей в штате и 19-й в стране.
В 1970-х и 1980-х годах была сооружена объездная дорога вокруг города I-440, что уменьшило заторы и облегчило автомобилистам доступ к основным дорогам города.
В 1988 году Роли серьёзно пострадал от серии торнадо, особенно сильно 28 ноября, когда семь смерчей между 1:00 и 5:45 утра нанесли ущерб более чем на 77 млн долларов и стали причиной смерти 4-х человек. Трагедия повторилась в апреле 2011 года, при аналогичном числе погибших ущерб превысил 115 млн долларов.
В первом десятилетии 21-го века Роли неоднократно включался в верхние строчки различных рейтингов по качеству жизни, перспективам карьеры и образования (в том числе журналами Forbes и Money).

## География и климат

### Географические данные
Роли находится на северо-востоке центральной части Северной Каролины, где встречаются плато Пидмонт и Приатлантическая низменность. Этот район известен как «линия падения», потому что он известен множеством водопадов на ручьях и реках, стекающих с плато. В результате, большая часть Роли расположена на пологих холмах, постепенно снижающихся на восток, к плоской прибрежной равнине. Роли находится в 233 километрах к югу от Ричмонда, 373 километрах к югу от Вашингтона и 230 километрах к северо-востоку от Шарлотт.

### Климат
Роли находится в зоне субтропического океанического климата, с типичными для данных районов жарким и дождливым летом, прохладной и умеренно влажной зимой, мягкими весной и осенью.
Город периодически подвергается воздействию ураганов и торнадо, но серьёзный ущерб они наносят очень редко.
| Показатель                    | Янв.  | Фев.  | Март  | Апр. | Май  | Июнь | Июль | Авг. | Сен. | Окт. | Нояб. | Дек.  | Год   |
| ----------------------------- | ----- | ----- | ----- | ---- | ---- | ---- | ---- | ---- | ---- | ---- | ----- | ----- | ----- |
| Абсолютный максимум, °C       | 26,7  | 28,9  | 34,4  | 35,0 | 37,2 | 40,0 | 40,6 | 40,6 | 40,0 | 36,7 | 31,1  | 27,2  | 40,6  |
| Средний суточный максимум, °C | 10,5  | 12,9  | 17,4  | 22,4 | 26,4 | 30,6 | 32,3 | 31,3 | 27,8 | 22,6 | 17,6  | 12,0  | 22,0  |
| Средняя температура, °C       | 5,0   | 6,9   | 10,9  | 15,7 | 20,0 | 24,7 | 26,7 | 25,8 | 22,2 | 16,2 | 11,2  | 6,4   | 16,0  |
| Средний суточный минимум, °C  | −0,6  | 1,0   | 4,4   | 8,9  | 13,6 | 18,8 | 21,1 | 20,3 | 16,5 | 9,9  | 4,9   | 0,7   | 10,0  |
| Абсолютный минимум, °C        | −22,8 | −18,9 | −11,7 | −5   | −1,7 | 3,3  | 8,9  | 7,8  | 2,8  | −7,2 | −11,7 | −17,8 | −22,8 |
| Норма осадков, мм             | 89    | 82    | 104   | 74   | 83   | 89   | 120  | 108  | 111  | 83   | 79    | 78    | 1100  |
| Источник: Погода и климат     |       |       |       |      |      |      |      |      |      |      |       |       |       |

## Население
По данным на 2020 год население составляло 467 665 человек, из них:
- белые — 51,60%
- афроамериканцы — 25,76%
- латиноамериканцы — 12,95%
- азиаты — 5,01%

Среднегодовой доход на душу населения в 2000 году составлял 25 113 долларов. Средний возраст горожан — 31 год. Уровень преступности средний, по меркам США.

## Экономика

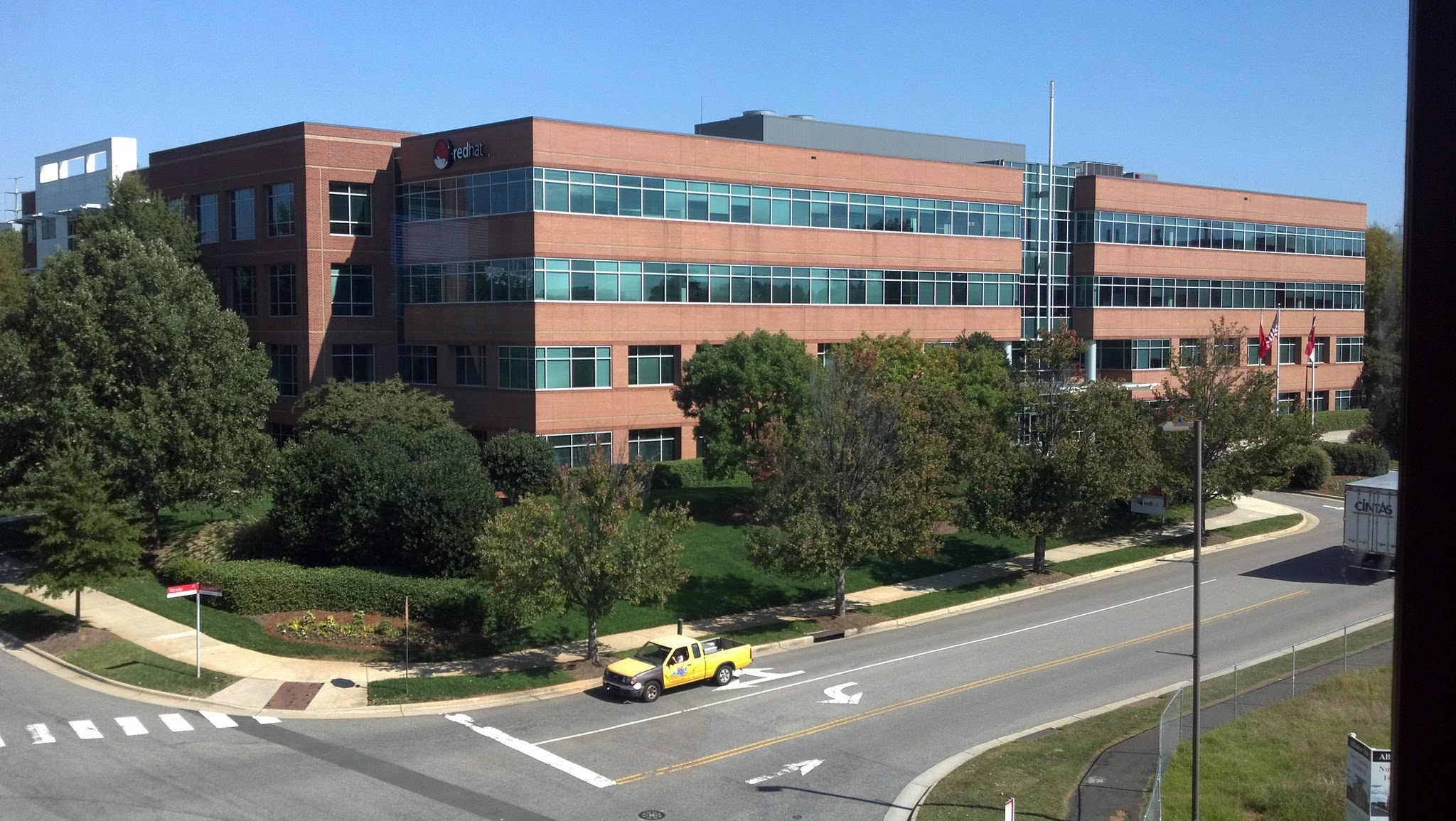
Штаб-квартира Red Hat

Основными для экономики Роли являются сектора банковских и финансовых услуг, производство медицинского, электронного и телекоммуникационного оборудования, одежды и обуви; пищевая промышленность; производство бумажных изделий и фармацевтика. Роли является частью технопарка Research Triangle, одного из крупнейших и наиболее успешных технопарков в стране, специализирующегося на электронике и биотехнологиях, а также развитии текстильной промышленности.
 
Крупнейшие частные компании, базирующиеся в Роли: BB&T Insurance Services, Capitol Broadcasting Company, Carquest, First Citizens BancShares, Golden Corral, Martin Marietta Materials и Red Hat.
Роль государственного сектора в экономике города крайне высока, он обеспечивает до 1/3 рабочих мест. Так, из десяти крупнейших работодателей города семь являются государственными (муниципальными) организациями.

## Транспорт
Город обслуживается крупным международным аэропортом Роли/Дарем (Raleigh-Durham International Airport (IATA: RDU, ICAO: KRDU)), обеспечивающим полёты по 38 внутренним и международным направлениям, с общим пассажирооборотом около 10 млн человек в год. Так же в окрестностях города имеется больше десятка небольших частных аэродромов.
Через Роли проходит межштатное шоссе I-40, имеющее в черте города два объездных ответвления: I-440 и I-540. Другие важные дороги: US 1, US 64, US 70, US 264 и US 401.

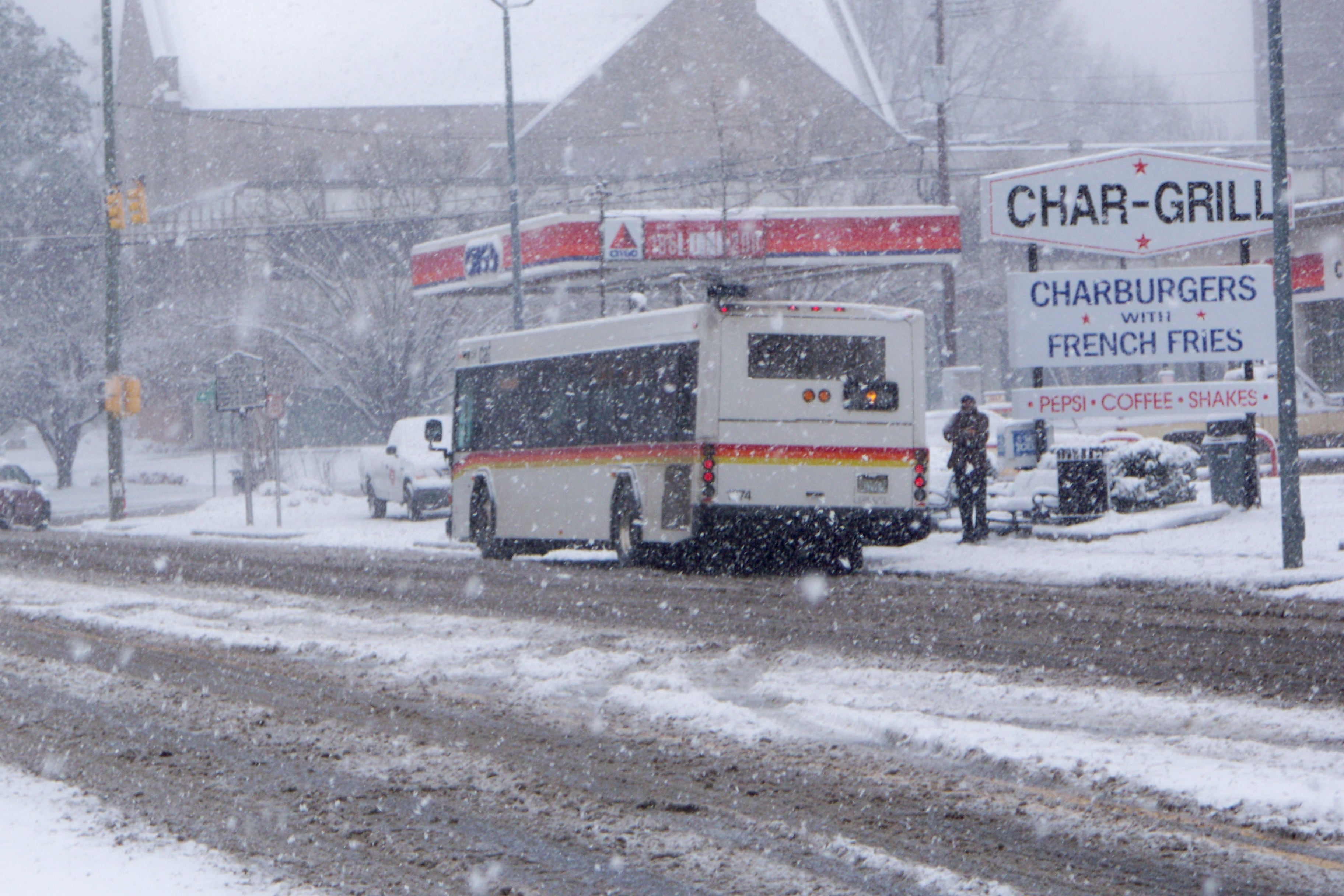
Городской автобус

Железнодорожный вокзал Роли один из самых загруженных на Юге. Направления движения:
- Шарлотт
- Нью-Йорк (через Ричмонд, Вашингтон, Балтимор и Филадельфию)
- Майами (через Колумбию, Саванну, Джэксонвилл, Орландо и Тампу)

Автобусные линии (компании Greyhound) соединяют Роли с множеством городов на Юге, Среднем Западе и Восточном побережье.
Общественный транспорт в Роли представлен 43 автобусными маршрутами (компания Capital Area Transit). Компания Triangle Transit обеспечивает пригородное сообщение. Власти города уделяют большое внимание повышению его удобства для пешеходов и велосипедистов.

## Преступность
В 1995 году в Роли после долгих поисков был арестован знаменитый хакер Кевин Митник.
В 2009 году в городе была обезврежена джихадистская группировка, готовившая серию терактов в США. Лидером группировки был Дэниел Бойд, принявший ислам под именем Сайфулла.

## Спорт
В городе базируется профессиональный хоккейный клуб, выступающий в Национальной хоккейной лиге (НХЛ) «Каролина Харрикейнз».

## Международные отношения
Заключены договоры об установлении побратимских связей с городами:
- Франция: Компьень
- Великобритания: Халл
- Германия: Росток
- Китай: Сянфань